# Seagate
Seagate Technology, tidigare Shugart Technology är ett elektronikföretag som grundades 1979. Företaget, som har sitt säte i Cupertino i Kalifornien, blev känt då man var de första som byggde 5,25-tums hårddiskar för IBM PC-datorerna under 1981.
Drygt tjugo år senare blev Seagate med sina (enligt företaget tysta) hårddiskar valet för Microsoft när de integrerade en 10 GB (gigabyte) hårddisk, där det förvisso bara är 8 GB som utnyttjas, i deras första spelkonsol, Xbox. De första hårddiskarna i Xboxen var dock Western Digital-diskar på 8 GB.
Seagate var 2011 den marknadsledande hårddisktillverkaren i och med sina uppköp av konkurrenterna Conner Peripherals (1996), Maxtor Corporation (maj 2006) och Samsungs hårddiskdivision (april 2011).

## Produktutveckling
Seagate (Shugart technology) var den första tillverkaren av hårddiskar för persondatorer. Deras 5,25-tums, fullhöjds ST-506 på 5 MB som presenterades 1980 blev väldigt populär, och de flesta hårddiskar som tillverkades under början av 1980-talet byggde på ST-506. Seagate skapade också datorgränssnitten SCSI och EDSI.